# Histoire de la République démocratique allemande
L'histoire de la République démocratique allemande s'étale sur plus de  quatre décennies, de la gestation de ce régime communiste en 1945 à sa disparition lors de la réunification allemande en 1990.

## Les prémices (1945 - 1949)

### Les causes de la scission

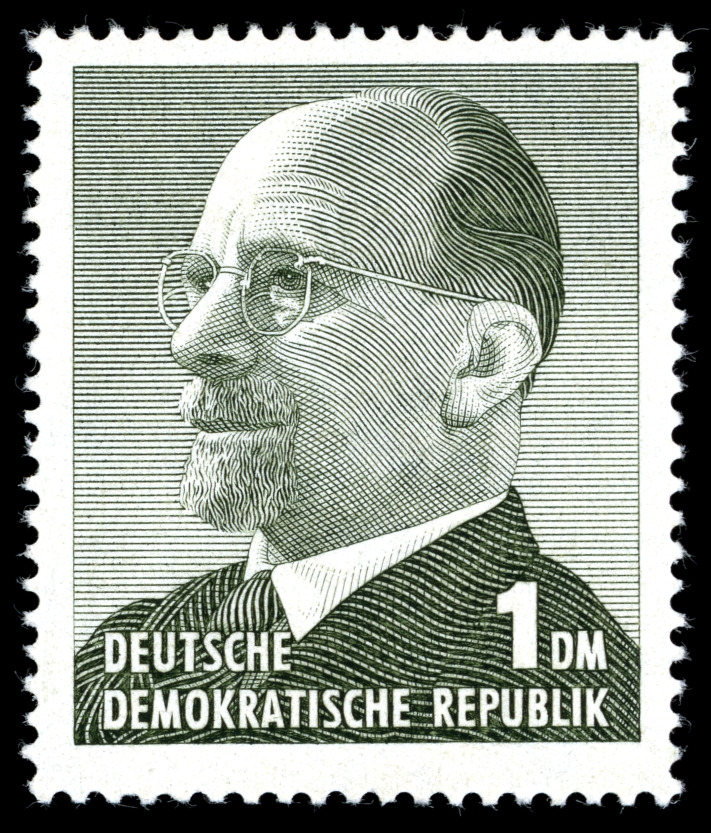
Dessin de Walter Ulbricht sur un timbre postal de la RDA.

Rapidement après le début de l’occupation de l’Allemagne par les Alliés, les relations se dégradent entre les trois puissances occidentales (États-Unis, Royaume-Uni et France) et l’URSS, entraînant leurs zones d’occupation respectives dans des directions différentes au cours de la guerre froide. Si un Conseil de contrôle commun est prévu pour la direction d'une Allemagne unifiée, les Alliés administrent néanmoins à leur guise les zones qui leur ont été confiées en fonction de leurs intérêts et de leurs idéologies respectives. Le retour au capitalisme qui s'impose peu à peu dans les secteurs occidentaux (formant la bizone, puis la trizone) s'oppose au socialisme triomphant qui domine déjà dans l'est de Allemagne sous occupation de l'Armée rouge.
Afin de mettre en œuvre leur politique, les Soviétiques s'appuieront notamment sur le Nationalkomitee Freies Deutschland (« Comité national pour une Allemagne libre » ou NKFD) organisation de résistance anti-nazie fondé le 12 juillet 1943, à Krasnogorsk (à proximité de Moscou), dans le camp modèle no 27, par les membres du comité central du Parti communiste d'Allemagne (Kommunistische Partei Deutschlands - KPD) exilés en URSS et par quelques soldats allemands prisonniers (tant hommes de troupe qu'officiers). Même si le comité sera dissous le 2 novembre 1945, leurs membres communistes les plus influents, Wilhelm Pieck et Walter Ulbricht deviendront néanmoins par la suite les futurs dirigeants de la RDA.
Ulbricht est chargé avec 9 autres membres du KPD réunis au sein du groupe qui porte son nom, de poser les bases de la reconstruction allemande dans un programme en 4 points :
1. Réforme agraire (die Bodenreform) ;
2. Essor de l’industrie nationalisée : mines, chimie, etc. ;
3. Organisation d’élection libre et secrète ;
4. Réalisation de l’unité de la classe ouvrière.

### Les premières mesures
La mise en place de régimes communistes en Europe de l’Est s'amorce aussi dans la zone d'occupation soviétique. Ainsi, en juillet 1945 est créé un Front national regroupant les formations politiques ayant une activité légale dans la zone, notamment le Parti communiste d'Allemagne (KPD), le Parti social-démocrate d'Allemagne (SPD), la Union chrétienne-démocrate d'Allemagne (CDU) et Parti libéral-démocrate (FPD), opérant de cette manière une scission de fait avec leurs homologues de l'ouest. Les communistes prennent pourtant rapidement l'ascendant dans cette structure.
Le 27 juillet, onze administrations centrales sont mises en place pour gérer le territoire.
En septembre 1945, la réforme agraire destinée à redistribuer la terre aux paysans exproprie les grands propriétaires terriens (les Junkers) possédant plus de 100 ha, les nazis et les criminels de guerre sont également concernés. Cependant, ces derniers garderont leurs titres de propriété obtenus à la suite de cette réforme agraire.

### Fondation du SED et début de la normalisation politique

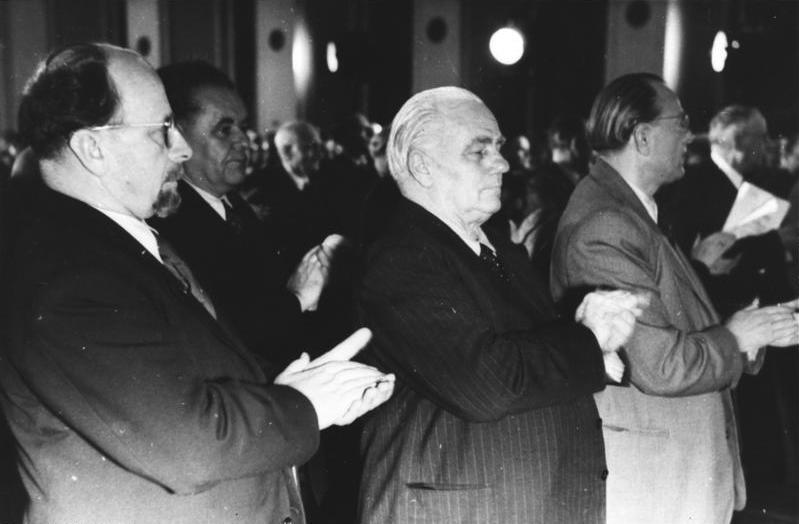
Walter Ulbricht, Wilhelm Pieck et Otto Grotewohl.

Après que le XVe congrès du Parti communiste d'Allemagne (KPD) et le XLe Congrès du Parti social-démocrate d'Allemagne (SPD) se sont prononcés à l’unanimité pour la fusion entre les deux organisations, les deux groupes se réunissent dans un contexte d'intimidation massive, les 21 et 22 avril 1946 pour former le Parti socialiste unifié d'Allemagne (Sozialistische Einheitspartei Deutschlands – SED), ces délégués représentent respectivement les 620 000 communistes et les 680 000 sociaux-démocrates d'Allemagne orientale. Wilhelm Pieck et Otto Grotewohl, leaders respectifs des deux partis, furent élus conjointement présidents de la nouvelle formation. Les fonctions de direction furent réparties en respectant la parité entre membres issus du KPD et ceux du SPD. Il est également décidé de fusionner les deux organes de presse. Là aussi, la répartition paritaire entre les communistes et les sociaux-démocrates est respectée.
En décembre 1947 est convoqué un « congrès du peuple » pour l’unité et la paix sous la direction du SED. De là naît en mars 1948 le premier « conseil du peuple » allemand, chargé d’établir la constitution d'une République démocratique allemande (Verfassung der Deutschen Demokratischen Republik).

### La réforme monétaire
Les États-Unis, le Royaume-Uni et la France mettent en place la réforme monétaire du 20 juin 1948 en zone occidentale, en lançant le mark allemand (Deutsche Mark) pour remplacer le Reichsmark. Les autorités soviétiques décident alors de créer dans leur zone d'occupation leur propre unité monétaire, le mark est-allemand (Ostmark).

## La formation de la RDA  (1949 - 1954)

### Proclamation de la république et mise en place de la dictature

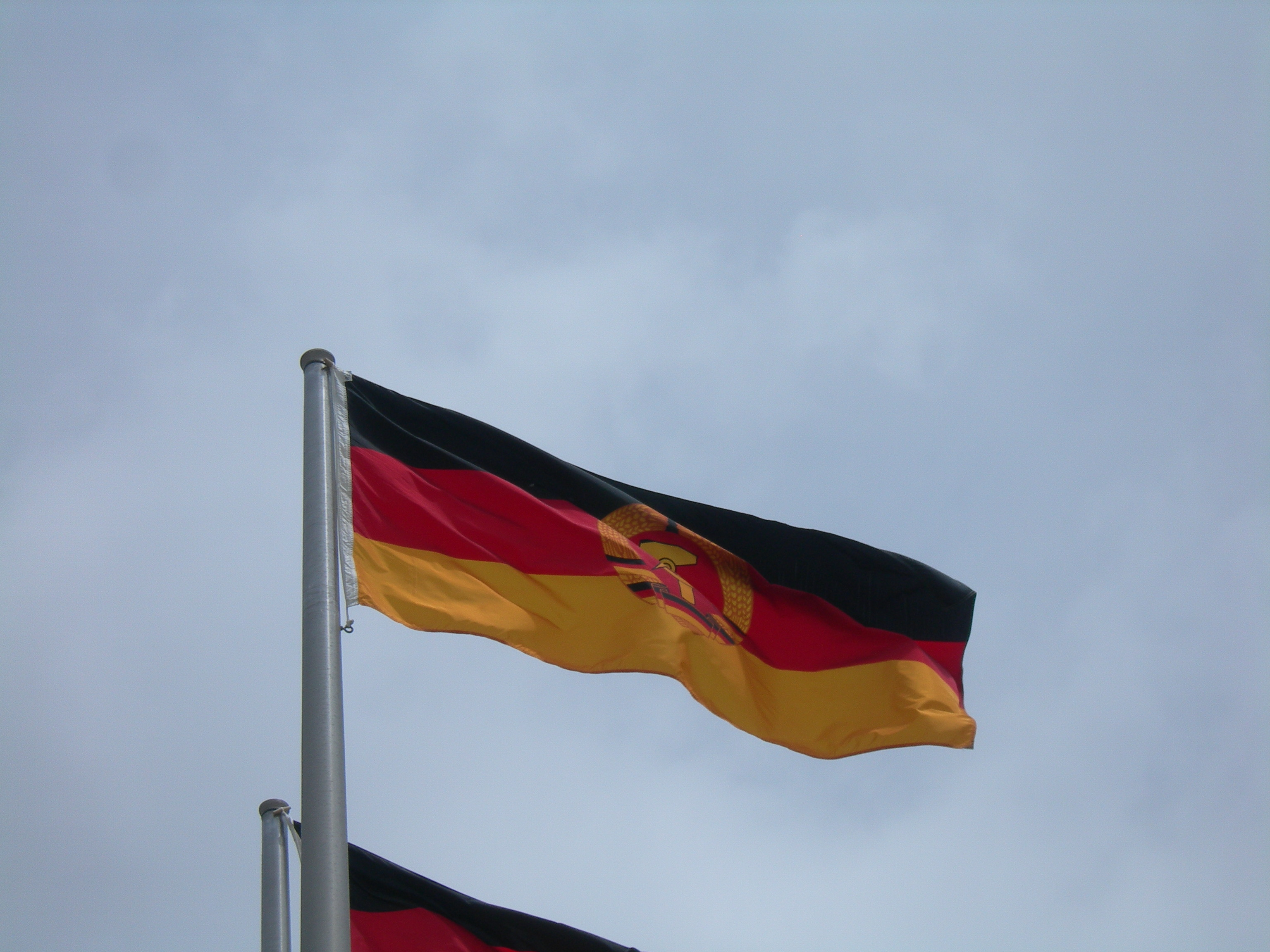
Drapeau de la RDA.

Le blocus de Berlin contraint l’URSS à quitter le Conseil de contrôle allié mettant fin à une éventuelle politique commune pour l'Allemagne. C’est donc cette méfiance mutuelle entre Est et Ouest qui mène finalement à la fondation de la République fédérale d'Allemagne dans la Trizone occidentale le 23 mai 1949.
En réponse, la République démocratique allemande  voit le jour le 7 octobre 1949  et se dote de son propre hymne national. Le premier président de la RDA est Wilhelm Pieck (1876–1960), le premier ministre-président Otto Grotewohl (1894–1964), mais l’homme fort du régime est Walter Ulbricht (1893–1973), le secrétaire général du comité central du SED.
Une constitution fédéraliste est également rédigée, mais le pays devient rapidement une dictature de parti totalitaire : les procès de Waldheim en avril 1950 condamnent les nazis et les opposants politiques restés dans les camps spéciaux depuis 1945. Le SED est purgé de 150 000 « éléments suspects » en 1950-1951. En octobre 1950, une seule liste est proposée au vote pour les élections à la chambre du peuple. Une politique antireligieuse est mise en place qui provoque l'arrestation de plusieurs pasteurs évangéliques. Dans les universités, les cours de russe deviennent obligatoires. Redoutant les éventuelles velléités d'indépendance des diètes régionales vis-à-vis du pouvoir central, la réforme territoriale de 1952 supprime les cinq Länder qui existait jusqu'ici pour les remplacer par une structure d'État plus centralisatrice constituée de 15 Bezirke (districts).
Le contrôle que le régime exerce sur la population incombe, à partir de 1950, au ministère de la Sécurité d’État, la Stasi, calqué sur le NKVD soviétique, mais de plus réorganisé par certains anciens de la Gestapo : traque des opinions non-conformes, contrôle systématique des moyens de communication, espionnage des suspects jour et nuit, dense réseau d'informateurs.

### Un plan quinquennal controversé
Le 3e congrès du SED convoqué en juillet 1950 souligne un net progrès dans l'industrialisation du pays. Le secteur industriel qui emploie alors 40 % de la population active, est soumis à la nouvelle politique de nationalisation, qui a abouti à la formation de véritables entreprises populaires (Volkseigener Betrieb - VEB). Ces entreprises ont incorporé 75 % du secteur industriel. Le premier plan quinquennal (1951-55) présenté par l'État prévoit de hauts quotas de production pour l'industrie lourde et l'augmentation de la productivité de travail. Les pressions du plan causent un exode de citoyens Est-allemands vers Allemagne de l'Ouest (180 000 en 1952). Ceux qui décident de rester n'eurent d'autre alternative que de lutter.

### Les événements de juin 1953
Les premières grèves contre les cadences de travail éclatent le 11 juin 1953. Elles sont relayées par les premières émeutes qui éclatent le 16 juin à Berlin-Est, dans lesquelles  60 000 manifestants s'en prennent aux symboles du pouvoir communiste. Ils exigent l'abaissement des normes de production et des élections libres. Le Politbüro (Bureau politique du SED) décide de satisfaire la première exigence. Mais dès le lendemain, l'agitation gagne très vite le reste du pays, où des centaines de milliers de personnes descendent dans les rues des principales villes. provoquant la mort de 55 personnes. Walter Ulbricht dut faire appel aux soviétiques afin de rétablir l'ordre. L'URSS envoie ses chars dès le 17 juin contre les manifestants. 
La répression provoqua la mort d'une cinquantaine de personnes en RDA ; trois membres du SED et une quarantaine de soldats de l'Armée rouge sont tués lors des événements. 3 000 personnes furent arrêtées par les Soviétiques et 13 000 furent emprisonnées par les autorités de la RDA. 
Le soulèvement ne provoqua aucune intervention de la part des Occidentaux. Les désordres s'arrêtent à partir du 23 juin ; une fois l’alerte passée, les autorités engagent la répression et procèdent à l'épuration du SED. Des milliers d'Allemands de l'est cherchent à s'enfuir à l'Ouest. Pour commémorer l'insurrection, la RFA instaura un jour férié le 17 juin, proclamé « jour de l'unité allemande ».

## La normalisation (1954 - 1975)

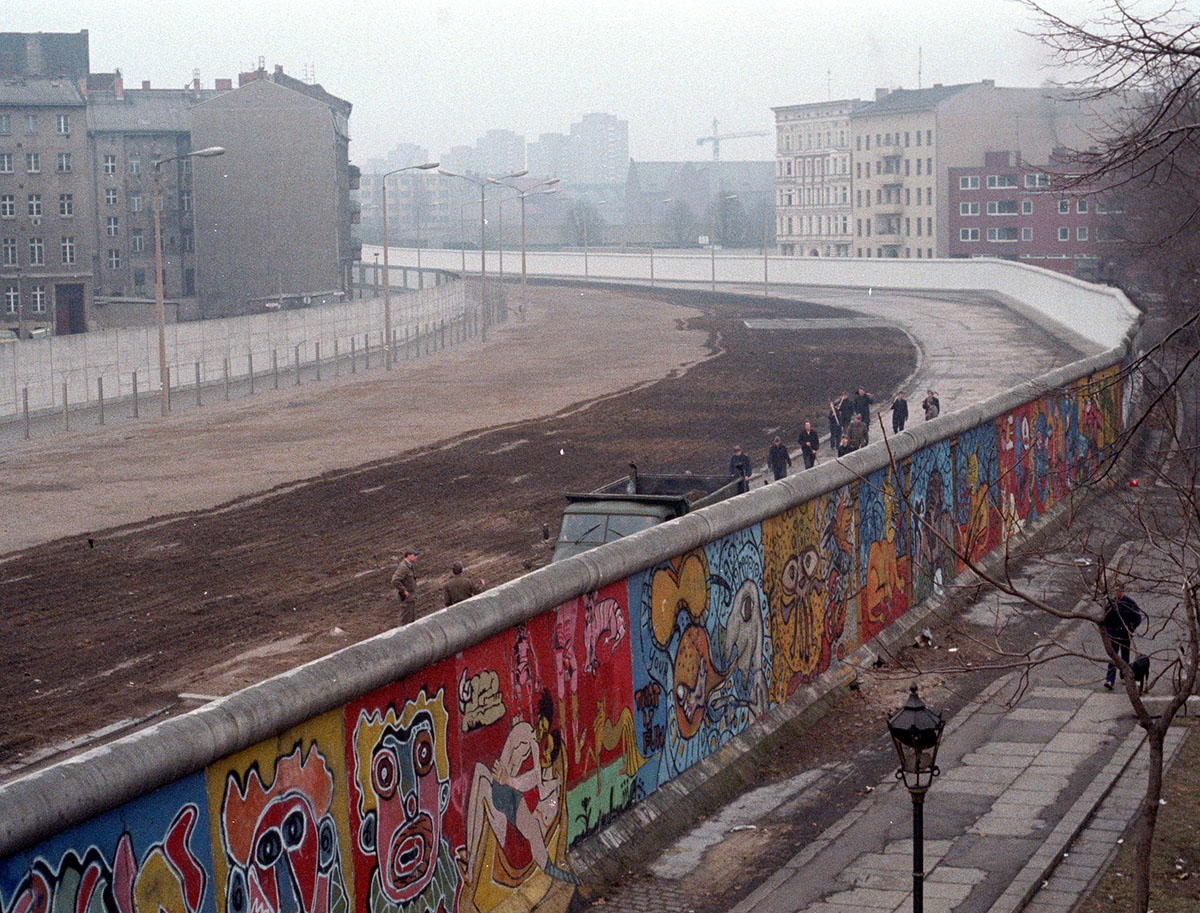
Le mur de Berlin.

En 1954, l'Union soviétique accorde la souveraineté pleine et entière à la République démocratique allemande et la Commission de Contrôle soviétique à Berlin est dissoute. À ce moment-là, le paiement des réparations de guerre avait été totalement honoré.
L'année suivante, un traité d'amitié fut signé entre les deux pays, et en 1956, la Nationale Volksarmee (NVA) intègre le dispositif militaire du tout nouveau pacte de Varsovie.
Entre 1949 et 1961, l'économie de guerre qui règne en RDA et la dureté du régime politique incite plus de trois millions de personnes à partir vers l'Allemagne de l'Ouest. Le régime hésite quant aux moyens de colmater cette hémorragie, Staline et ses successeurs immédiats ayant même un temps envisagé de renoncer à la RDA, dont la pérennité n'allait alors pas de soi.
Entre 1958 et 1963, Berlin est le théâtre d'une longue crise diplomatique. Celle-ci a pour conséquence la construction du mur de Berlin (ainsi que le renforcement des contrôles sur le Rideau de fer dans sa section inter-allemande), qui commence dans la nuit du 12 au 13 août 1961 avec la pose de grillages et de barbelés autour de Berlin-Ouest, dispositif progressivement remplacé par un mur de briques, puis de béton.
L'objectif de ce dispositif est d'empêcher l'émigration est-allemande par le secteur occidental de la ville. Les soldats est-allemands reçoivent l'ordre d'ouvrir le feu sur toute personne qui tenterait de franchir cette frontière quasi inviolable qui divisera l'Allemagne de manière presque hermétique pendant presque trente ans.
À partir de 1965, Walter Ulbricht perd peu à peu la confiance de l’URSS, en l’occurrence de Léonid Brejnev, en grande partie parce que le nouveau système économique qu’il mettait en place donnait plus de marge de manœuvre aux entreprises et entendait stabiliser la transition socialiste vers le communisme. Brejnev favorise alors l’ascension d'Erich Honecker. En 1971, Walter Ulbricht est écarté « pour raisons de santé ». Erich Honecker le remplace en tant que Premier secrétaire du comité central du SED.
Le 21 décembre 1972 est signé à Berlin-Est le Traité fondamental, qui régularise les relations entre les deux États allemands et reconnaissent ainsi leurs existences mutuelles. Cet accord étant le résultat d'une initiative qui s'inscrit dans l'Ostpolitik du chancelier ouest-allemand Willy Brandt.
Malgré ce rapprochement, la RDA reste le plus fidèle allié de l'Union soviétique jusqu'au début des années 1980. Calquant sa politique extérieure sur celle du « grand-frère » russe. Le régime est-allemand apportera également son soutien technique, logistique et financier aux divers régimes, guérillas et mouvements terroristes (généralement d'obédience marxiste) qui agissent alors à travers le monde.

## Le déclin et la chute (1975 - 1990)

### La crise du café
En raison de la forte propension des Allemands à la consommation de café, l'importation de ce produit était une des plus importantes pour des consommateurs de la RDA. Une hausse massive des prix du café dans les années 1976/1977 (4 fois plus élevés que pendant la période 1972/1975) provoque un gonflement important des dépenses annuelles en devises fortes dans la balance commerciale, créant de graves problèmes financiers pour le pays.

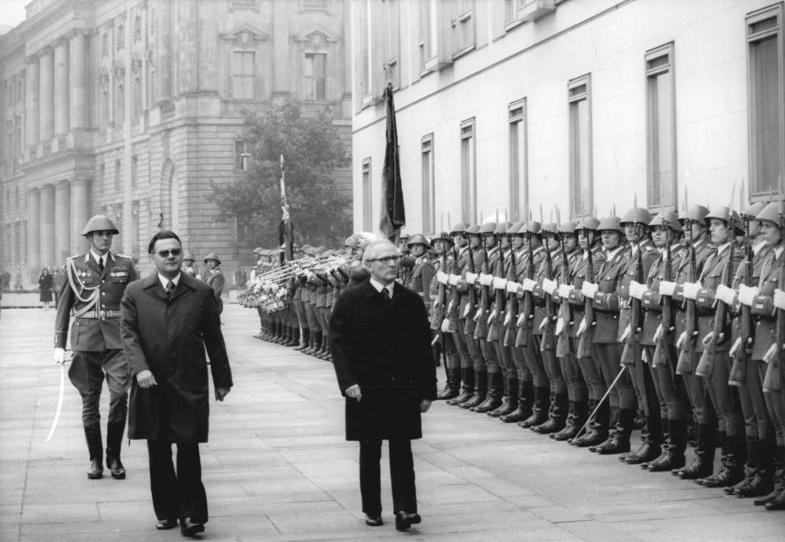
Erich Honecker passant des troupes en revue, en 1976.

En conséquence, durant l'été 1977, le Politbüro fait retirer de la vente la plupart des meilleures marques existant sur le marché est-allemand. De plus, la consommation de café est également limitée dans les restaurants ou tout simplement interdite dans les administrations et les entreprises publiques. À la place, un nouveau type de boisson le Mischkaffee (« café mélangé ») est distribué : celui-ci n'était qu'une mixture ne comportant que 51 % de café, le reste étant constitué d'un mélange de chicorée, de seigle et de betterave à sucre.
Cette crise prend fin après 1978 lorsque les prix mondiaux commencent de nouveau à chuter, et grâce également à la signature d'un accord commercial entre RDA et le Viêtnam.
Cet épisode que l'on connaît sous le nom de « crise du Café » illustre de façon éclatante les problèmes économiques, financiers et structurels que connaît le régime communiste.

### Le tournant
Cette situation de crise perdure jusqu'à ce que celle-ci mette en péril l'existence même de la RDA à la fin des années 1980. L'arrivée au pouvoir en 1985 de Mikhaïl Gorbatchev au Kremlin constitue un tournant pour les régimes communistes en Europe de l'Est : le nouveau maître de l'URSS met alors en place une politique de glasnost (transparence) et de perestroïka (reconstruction) destinée à résoudre dans un premier temps les graves problèmes socio-économiques que traverse la seconde superpuissance depuis plusieurs années. Cet assouplissement idéologique déborde les frontières de l'Empire soviétique pour atteindre les unes après les autres les « républiques sœurs », elles aussi en pleine déliquescence.

### L'exode massif
En RDA, les critiques contre le pouvoir se font peu à peu entendre, d'autres citoyens, souvent par familles entières, préfèrent prendre la route de l'exil vers le voisin ouest-allemand. Mais la frontière entre les deux États est l'une des plus gardées au monde, d'autant plus que le numéro un du régime, Erich Honecker, alors secrétaire général du comité central du SED, promet le 19 janvier 1989 que le mur de Berlin durera encore 100 ans.
Le seul moyen de fuite qui existe alors pour les fuyards consiste à se réfugier dans les ambassades de la République fédérale d'Allemagne situées dans les pays d'Europe de l'Est vers lesquels les voyages sont encore autorisés pour les citoyens est-allemands. Ainsi, le 2 mai 1989, la frontière entre la République populaire de Hongrie et l'Autriche est ouverte ; de nombreux Allemands de l'Est utilisent cette possibilité pour rejoindre la République fédérale. Puis, la République socialiste tchécoslovaque devient elle aussi une porte de sortie vers l'ouest. Le gouvernement Honecker d'abord inflexible finit par céder autorisant, moyennant finances, les candidats au départ à quitter le pays.
Cependant, ces défections ne tardent pas à causer de sérieux problèmes, ébranlant les structures même du système économique et social dans le pays. En effet, la plupart de ceux qui souhaitaient aller vivre de l'autre côté du Rideau de fer, font généralement partie de l'élite de la RDA : scientifiques, techniciens, ingénieurs, médecins, cadres, ouvriers spécialisés, etc.

### Les mouvements populaires
Devant l'aggravation de la crise, le mécontentement populaire grandit et le 4 septembre 1989, environ 1 200 personnes défilent à Leipzig pour réclamer des réformes et notamment la liberté de circulation vers l'Ouest. C'est le début des « manifestations du lundi » (Montagsdemonstrationen) qui auront lieu dans plusieurs villes jusqu'en mars 1990. Mikhaïl Gorbatchev avait déjà indiqué le 6 juillet que l'Union soviétique n'interviendrait pas pour réprimer les mouvements qui agitent la RDA. Un tournant est atteint le 9 octobre 1989 avec la première véritable manifestation de masse qui réunit environ 70 000 personnes toujours à Leipzig. Peut-être pour ne pas prendre la responsabilité d'un bain de sang, les responsables locaux ordonnent aux différentes forces de sécurité (Stasi, Volkspolizei et NVA) de ne pas interrompre le défilé. Egon Krenz, alors responsable des questions de Sécurité intérieure et des cadres au SED, et ami personnel de Gorbatchev, déclarera plus tard avoir personnellement donné cet ordre.
Dès lors, le nombre des manifestants ne cesse d'augmenter pour atteindre 120 000 le 16 octobre et 320 000 le 23. Le 18 octobre 1989, peu après les célébrations du quarantième anniversaire de la RDA, Honecker est contraint de démissionner par le Politbüro, qui nomme Egon Krenz pour lui succéder. Selon Michel Meyer, il semble que ce soit une manœuvre de Gorbatchev et de son clan, en nommant volontairement Krenz, un apparatchik incompétent, un homme de paille. Son mandat est volontairement transitoire : les réformateurs communistes, sans brutaliser la nomenklatura est-allemande, souhaitent ensuite établir de purs soutiens de Gorbatchev, eux-aussi réformateurs : Markus Wolf et Hans Modrow. La démission d'Honecker ne suffit cependant pas à calmer les manifestants dont les revendications de réforme du système politique ont pris entre-temps un tour de plus en plus nationaliste et incluent entre autres la réunification avec la République fédérale. Finalement, le gouvernement de la RDA démissionne le 8 novembre 1989, suivi, le lendemain, par le Politburo.

### Chute du mur de Berlin
Dans la soirée du 9 novembre 1989, à la fin d'une conférence de presse retransmise en direct par la télévision, Günter Schabowski, membre du comité central du SED, annonce à la surprise générale la levée de toutes les restrictions de voyage et l'ouverture des frontières. Au moment où cette décision (qui n'aurait en fait pas été définitivement arrêtée ; dans tous les cas, les troupes chargées des contrôles n'en étaient pas prévenues) est diffusée à la télévision, des milliers de personnes se massent aux postes de passage le long du mur de Berlin. Vers 23 heures, le premier poste frontière à ouvrir ses barrières est celui de la Bornholmer Straße. Les autres suivent rapidement. L'afflux sera tel qu'il faudra bientôt ouvrir d'autres points de passage improvisés dans le mur pour tenter de résorber la marée humaine.

### Le chemin vers l'unité
Le 13 novembre, le parlement de la RDA (Volkskammer) élit un modéré Hans Modrow, premier secrétaire du SED à Dresde, au poste de ministre-président. Il forme le cabinet Modrow. Gorbatchev déclare que la réunification est une question que les Allemands doivent régler entre eux. La mention du rôle dirigeant du SED est retirée de la constitution, ce qui ouvre potentiellement la voie à des élections libres et à un véritable pouvoir des autres partis politiques. Ces derniers (notamment chrétiens-démocrates, nationaux-démocrates et sociaux-démocrates) n'hésitent plus à prendre leurs distances avec les communistes regroupés au sein du SED.
À partir du 7 décembre, le nouveau gouvernement dirigé par Modrow accepte de discuter avec les nouveaux groupes d'opposition et les Églises (généralement protestantes et regroupées au sein de la Fédération des Églises protestantes de la RDA), lors d'une « table ronde centrale ». D'autres « tables rondes » sont formées à l'échelon communal. Les principales revendications des opposants portent sur la démocratisation du régime, la tenue d'élections libres et la dissolution du Ministerium für Staatssicherheit, le Ministère de la Sécurité d’État (« Stasi »). La réunification allemande n'est cependant pas à l'ordre du jour.
Le 18 mars 1990 se tiennent de nouvelles élections pour la Volkskammer, le premier scrutin libre depuis la création de la RDA, consacrant la victoire des partis d'opposition conservatrice regroupés au sein de la coalition Allianz für Deutschland (« Alliance pour l'Allemagne »), composée de CDU est-allemande, l'Union sociale allemande (DSU) et le Renouveau démocratique (DA), au sein du cabinet de Maizière dirigé par le ministre-président Lothar de Maizière. Dorénavant, le processus en faveur d'une réunification allemande est enclenché. Tant à l'Est qu'à l'Ouest, de nombreuses discussions portent sur le calendrier et les modalités de cette réunification.
La nouvelle Volkskammer opte finalement en faveur d'une réunification rapide en utilisant l'article 23 de la loi fondamentale de la République fédérale d'Allemagne. Cet article permettait une déclaration unilatérale d'adhésion au domaine d'application de la loi fondamentale par un Land allemand où celle-ci n'était pas mise en vigueur en 1949. C'est pourquoi, il est également décidé de reconstituer les 5 Länder qui avaient été supprimés en 1952 au profit des 15 districts.
Le 1er juillet 1990, l'un des symboles de la souveraineté économique et monétaire de la RDA, le Mark der DDR, est définitivement abandonné au bénéfice du Deutsche Mark ouest-allemand qui devenait ainsi la seule monnaie officielle pour les deux États.
Dans la nuit du 22 au 23 août 1990, la Volkskammer déclara que l'adhésion des 5 Länder reconstitués à la RFA prendra effet le 3 octobre 1990. Cette date est unilatéralement décidée par le parlement de la RDA sans consultation avec le gouvernement ou le parlement de Bonn.

### Réunification
Les modalités de la réunification sont fixées par le traité d'unification (Einigungsvertrag) signé à Berlin le 31 août 1990 et ratifié le 20 septembre par la Volkskammer avec 299 voix contre 80.
Par le Traité 4+2, signé à Moscou le 12 septembre 1990 entre les deux États allemands et les quatre puissances victorieuses de la Seconde Guerre mondiale (États-Unis, France, Royaume-Uni, Union soviétique), il est décidé que l'Allemagne réunifiée recouvrait sa pleine souveraineté au moment de la réunification.
Celle-ci intervint le 3 octobre 1990 à minuit. À cette date, les principales structures institutionnelles de la RDA (comme le gouvernement) cessent de fonctionner en tant que telles et sont soit dissoutes, soit intégrées à celles de la RFA. Cependant, la standardisation des infrastructures notamment économiques, sociales et culturelles est-allemandes à leurs homologues occidentales se poursuit encore.

## Héritage
Certains ex-allemands de l'est ressentirent de la nostalgie pour cette époque où le capitalisme n'avait pas introduit leur quotidien, d'où le phénomène d'ostalgie.